# آهنگ جنگ
"آهنگ جنگ " (به انگلیسی: War Song) در سال ۱۹۷۲ میلادی به جهت حمایت از مبارزات انتخاباتی ریاست جمهوری جورج مک گاورن رقیب انتخاباتی ریچارد نیکسونمنتشر شد.

## تاریخچه
آهنگ جنگ توسط نیل یانگ و گراهام نش، در گروه استری گاتورز اجرا شد. این آهنگ در حمایت از مبارزات انتخاباتی ریاست جمهوری جورج مک گاورن در سال ۱۹۷۲ منتشر شد، که علیه ریچارد نیکسون، که نهایتاً به ریاست جمهوری آمریکا رسید اجرا شد. یونگ بیش از این دو سال پیش با «اوهی یو»، یکی از اعضاء کرازبی، استیلز، نش اند یانگ، نظرات خود را دربارهٔ نیکسون ابراز کرده بود و بار دیگر سعی کرد تا با یک ترانه اعتراضی به نظر خود را به اطلاع همگان برساند. اما با تمام تلاشش به نتیجه نرسید و این آهنگ تأثیری نداشت.

## سرانجام
نهایتاً به دلیل عدم استقبال در آن قالب دیگر منتشر نشد. برادران وارنر تولیدکنندگان " Hard Goods " که در سال 1974 "Leader of Loss" منتشر شده‌بود، این تک آهنگ را در آن منتشر ساختند. پس از آن، در آلبوم "جنگ سحر" تا ژوئن ۲۰۰۹، زمانی که در نهایت در CD, DVD و Blu-ray منتشر شد ماند. همچنین در قالب دیگری توسط نیل یانگ به نام The Archives Vol منتشر شد. ۱ ۱۹۶۳–۱۹۷۲.